# Hermandad del Amor (Sevilla)
La Hermandad del Amor es una archicofradía de la ciudad española de Sevilla, Andalucía, España. Su nombre completo es Primitiva Archicofradía Pontificia y Real Hermandad de Nazarenos de la Sagrada Entrada de Jesús en Jerusalén, Santísimo Cristo del Amor, Nuestra Señora del Socorro y Santiago Apóstol. Las imágenes titulares de sus tres pasos se encuentran en la iglesia del Salvador.

## Historia
Procede de la unión en el año  1618 de dos antiguas hermandades: la de la Sagrada Entrada en Jerusalén y la del Amor y el Socorro.
El origen de esta archicofradía se remonta a 1508 en la que ya se tiene constancia de la existencia de la Hermandad del Santísimo Amor de Cristo, Madre de Dios del Socorro y Santiago Apóstol, nacida con "el santo quehacer de socorrer a los presos encarcelados, ejercitando la caridad en nombre del Amor de Cristo." El hecho de haber sido instituida en la iglesia de Santiago el Mayor es la causa de que figure como titular el apóstol Santiago. Paralelamente, también en la segunda mitad del siglo XVI, el gremio de medidores de la Alhóndiga creó la Hermandad de la Sagrada Entrada en Jerusalén con sede en la capilla de un hospital propio del gremio, que probablemente estaba en la collación de San Román, en la calle Sol.
Fue la primera cofradía en Sevilla que realizó una procesión doble, en 1970. Salió el paso de la Sagrada Entrada en Jerusalén (conocido popularmente como de la Borriquita) con su acompañamiento de nazarenos separado de sus otros dos pasos, que salieron al anochecer sin llevar la cruz de guía, pues esta había sido ya llevada en la procesión anterior. Desde entonces, el cortejo de nazarenos de blanco de la Borriquita sale hacia las 3 de la tarde, iniciando los desfiles procesionales en la Campana. Al anochecer, realiza su Estación de Penitencia el cortejo de nazarenos de negro que acompaña al Cristo del Amor y a la Virgen del Socorro, siendo así una hermandad con dos cofradías diferentes. Debido a las inclemencias meteorológicas a la hora de la salida del primer paso, en los años 2000, 2012, 2016 y 2025 salieron los tres pasos en el mismo cortejo por la noche.
- El título de primitiva le corresponde por ser la primera hermandad de Sevilla a la que se le concedió el título de archicofradía pontificia.
- El título de archicofradía pontificia fue concedido por el papa León XII, por Bula del 3 de febrero de 1824.[5]
- El título de real le fue otorgado por el rey Fernando VII por Real Orden del 8 de agosto de 1820.

## Sede
Durante su historia ha residido en los siguientes templos: convento de los Terceros, iglesia de San Miguel, capilla del Dulce Nombre, iglesia de San Pedro; hasta que se trasladó a la iglesia del Salvador, lugar donde permanece desde 1922.
En 2003, se trasladó a la iglesia de la Anunciación de la ciudad, por el inicio de las obras de rehabilitación de la parroquia del Salvador. Hasta el año 2007 realiza su Estación de Penitencia desde ahí, hasta que volvió a su sede en febrero de 2008.
|                                                     |
| Iglesia de los Terceros (1602 - 1810; 1868 - 1870). |

|                                      |
| Iglesia de San Miguel (1810 - 1868). |

|                                        |
| Iglesia de San Gregorio (1900 - 1905). |

|                                     |
| Iglesia de San Pedro (1905 - 1915). |

|                                          |
| Iglesia de Santa Catalina (1915 - 1922). |

|                                                      |
| Iglesia del Salvador (1922 - 2003; 2008 - presente). |

|                                          |
| Iglesia de la Anunciación (2003 - 2008). |

## Sagrada Entrada en Jerusalén o La Borriquita

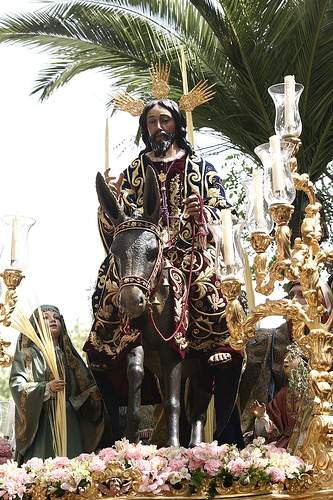
Sagrada Entrada en Jerusalén.

En el misterio se representa cómo Jesús hace su entrada en Jerusalén a lomos de una borriquita. Le acompañan Pedro, Santiago y Juan portando palmas y el pueblo le recibe con ramas de olivo. A la borriquita le acompaña su hijo/a.
El paso original era del siglo XVII, pero se han realizado diferentes cambios a lo largo de los siglos y el actual es de mediados del siglo XIX.
La imagen de Jesús se atribuye a Pedro Roldán (siglo XVI) y la de Juan fue realizada Antonio Castillo Lastrucci en 1935. Los niños hebreos son obra de Juan de Astorga en 1805, de Juan Abascal en 1976-1978, y la mujer y la niña son obra de Fernando Aguado en 2014. San Pedro y Santiago son obras anónimas, aunque de taller roldanesco. La imagen de Zaqueo es anónima del siglo XVII.

## Cristo del Amor

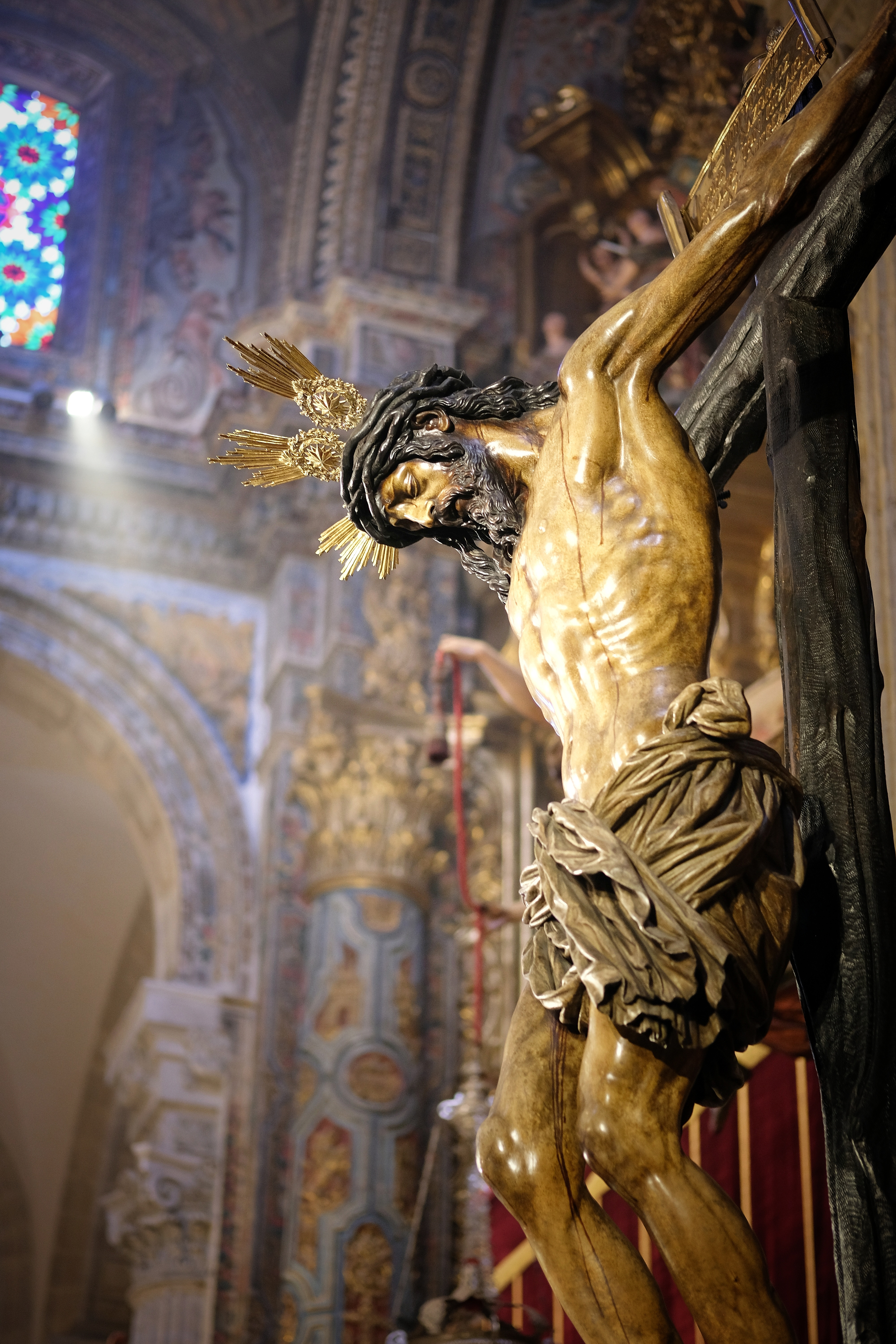
Stmo. Cristo del Amor.

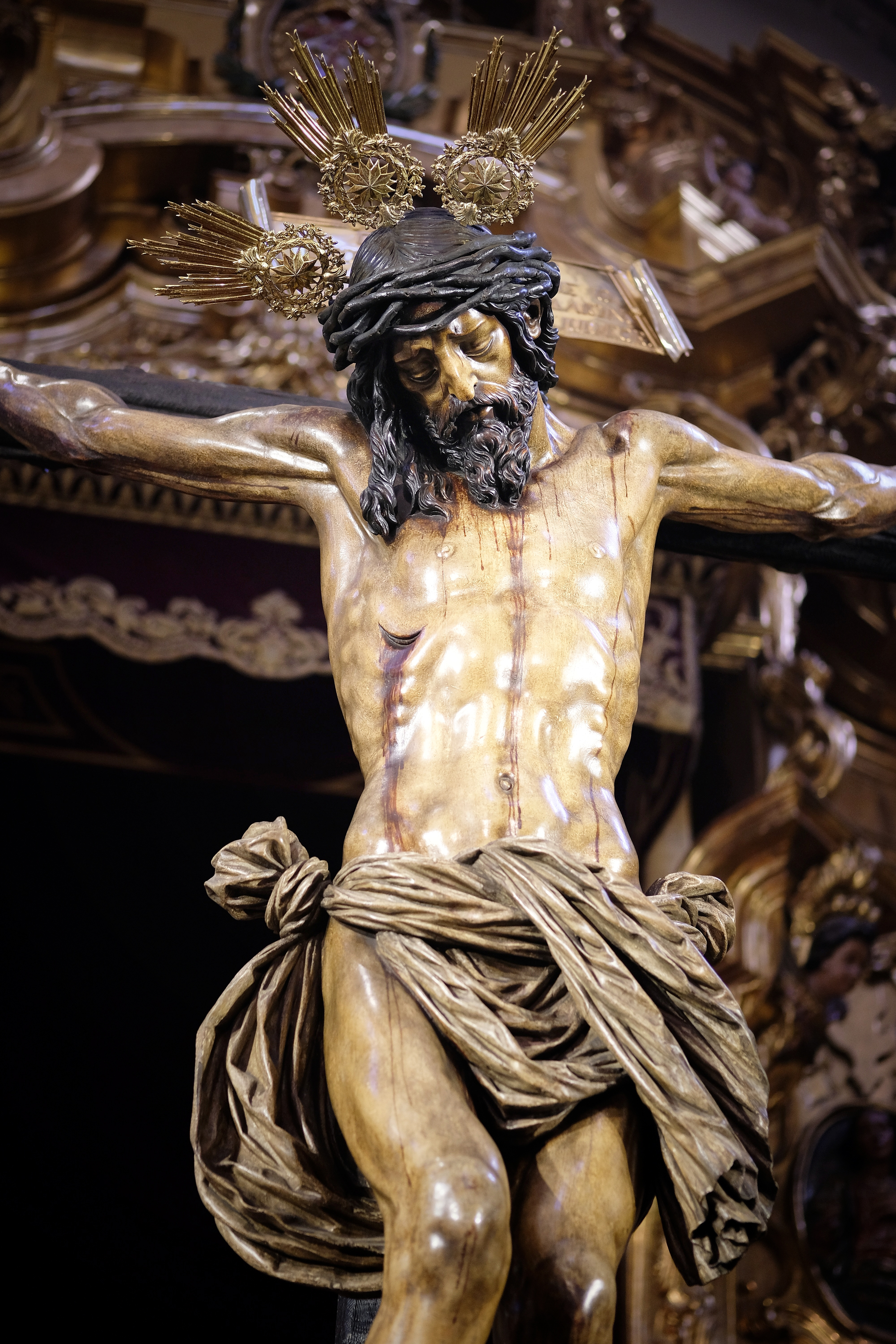
Cristo del Amor.

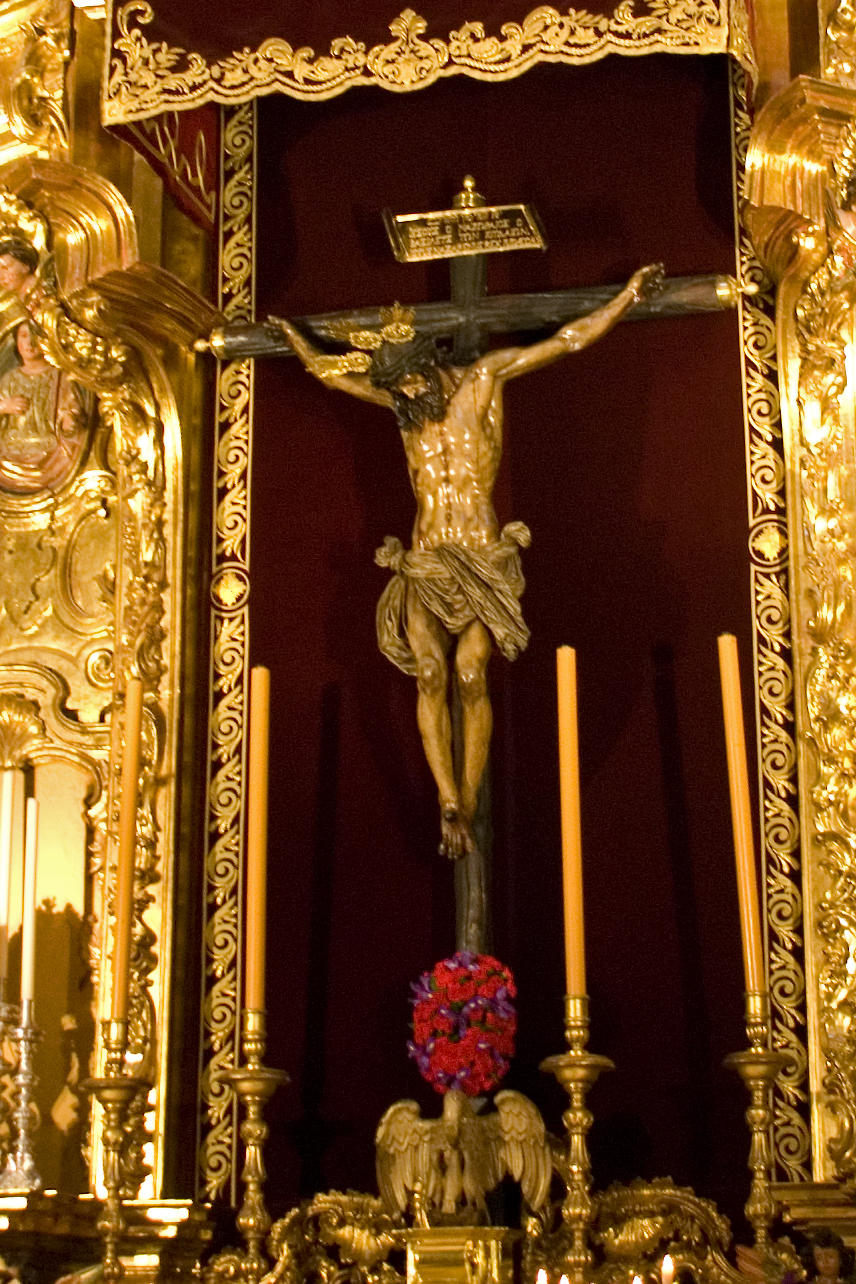
Cristo del Amor en su retablo.

Portentoso Crucificado obra de Juan de Mesa entre 1618 y 1620. Es patrimonio Cultural de Andalucía.
Paso realizado por Francisco Ruiz Gijón en 1694.

## Virgen del Socorro

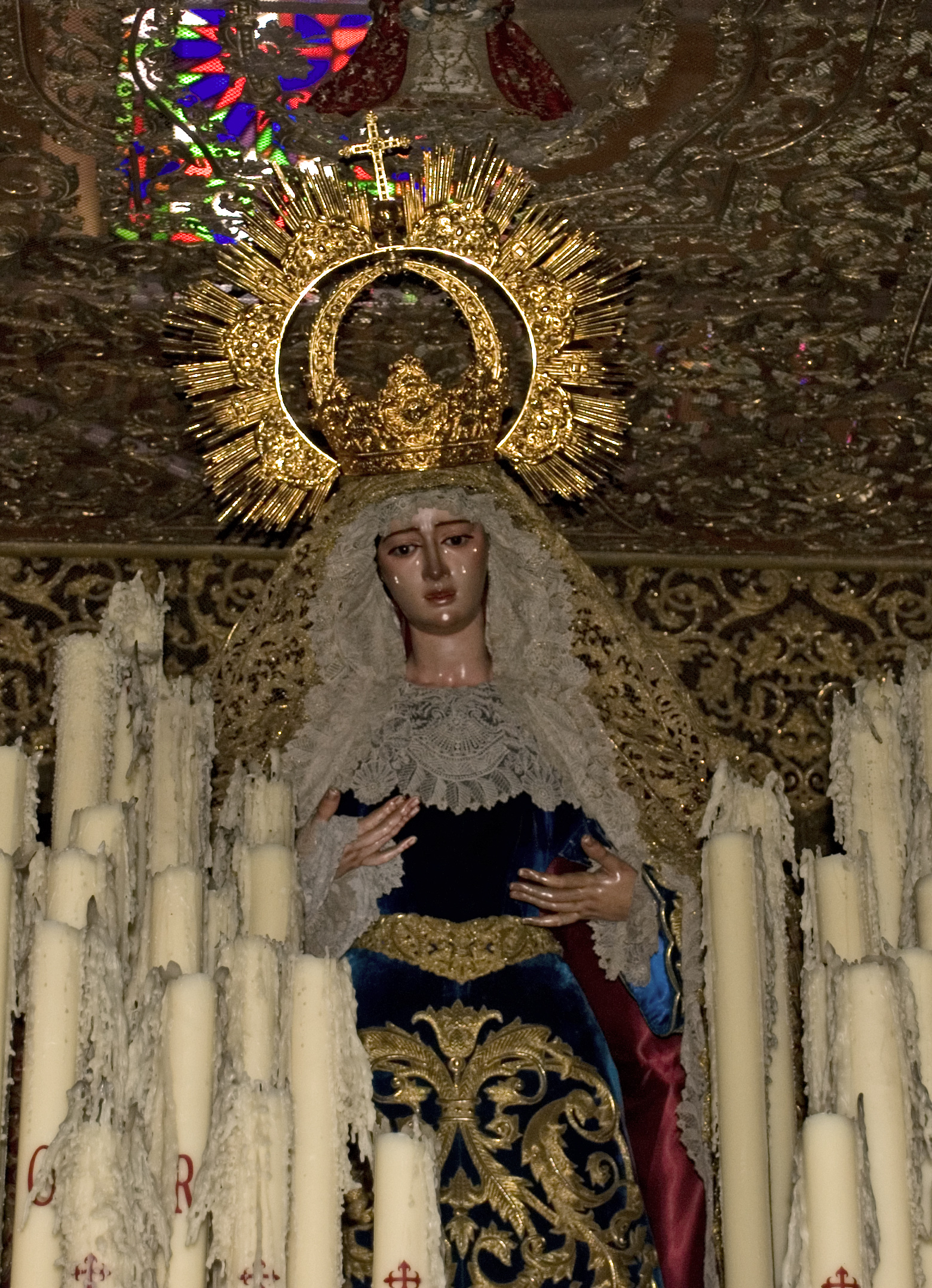
Virgen del Socorro.

La Virgen ha procesionado en diversos palios a lo largo de los siglos, teniéndose constancia del primero en el siglo XVII. La mayor parte del paso de palio actual es de mediados del siglo XX. La Virgen del Socorro es original de Juan de Mesa, realizándose en 1618, con restauraciones de Juan de Astorga (1803), Antonio Castillo Lastrucci (1934), quien le realizó las manos que posee actualmente, aunque estén colocadas en la posición original de las de Juan de Mesa, y Francisco Buiza (1967).

## Música
Banda de Cornetas y Tambores Sagrada Columna y Azotes (Las Cigarreras) en la cruz de guía y Banda de Cornetas y Tambores Nuestra Señora del Sol, en el paso de la Borriquita. El Cristo del Amor no lleva música. Banda de Música de María Santísima de la Victoria en el palio.

## Túnicas
Los menores de 14 años, que procesionan con la Sagrada Entrada en Jerusalén, deben llevar:

túnica blanca de cola, con antifaz de la misma tela y color en el que irá prendida a la altura del pecho la Cruz de Santiago, ciñendo cinturón estrecho de esparto en su color, y sandalias o calzado de color cuero o marrón.

Los que acompañen al Cristo del Amor y a Nuestra Señora del Socorro deben llevar:

túnica de ruán negro [de cola], con el escudo de la Hermandad prendido en el lado izquierdo del pecho, antifaz de igual tejido y color, con capirote de un metro de altura, ciñendo cinturón ancho de esparto en su color y, salvo que quieran permanecer descalzos, usarán calcetines negros y sandalias o zapatos sin hebillas del mismo color negro.

## Paso por la carrera oficial
| Predecesor: Ninguno     | Orden de entrada en la carrera oficial (Domingo de Ramos) Primera parte 1.º lugar | Sucesor: Jesús Despojado         |
| Predecesor: La Estrella | Segunda parte 9.º lugar                                                           | Sucesor: San Pablo (Lunes Santo) |